# عبد القادر الجزائري

علم دولة الأمير عبد القادر.

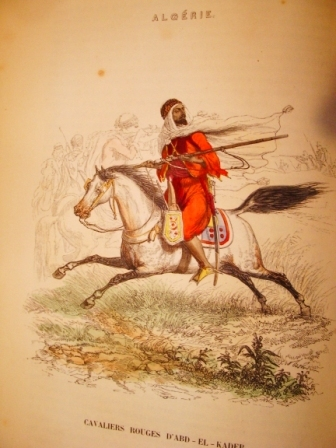
فارس من جيش الأمير عبد القادر (1854).

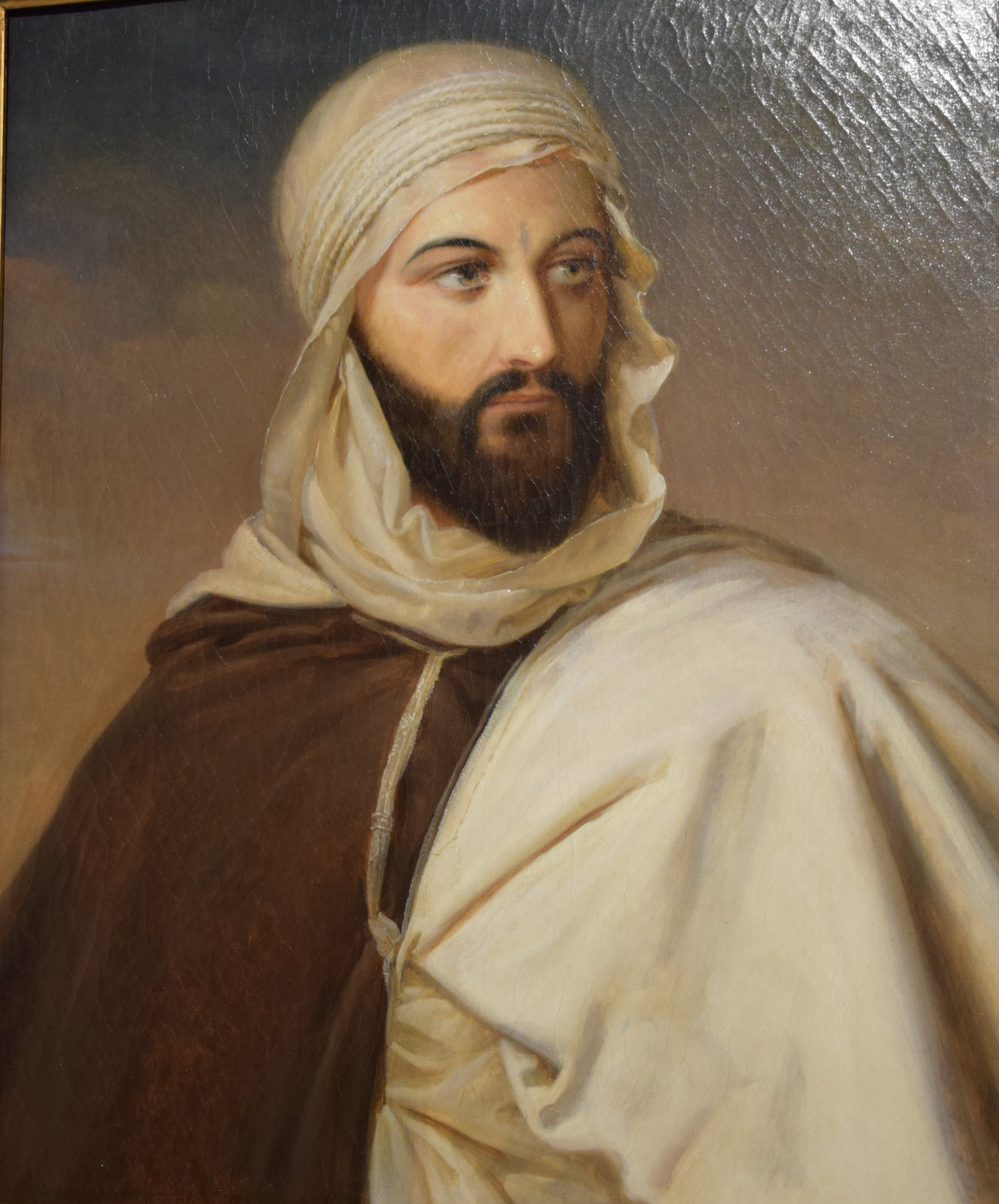
لوحة زيتية في متحف روبيه للأمير عبد القادر شابا

الأمير عبد القادر الجزائري (1223- 1300 هـ / 1808- 1883 م) قائد سياسي وعسكري مجاهد، عُرف بمحاربته للاحتلال الفرنسي للجزائر، قاد مقاومة شعبية خمسة عشر عامًا في بدايات غزو فرنسا للجزائر. يُعَد مؤسسَ الدولة الجزائرية الحديثة ورمزَ المقاومة الجزائرية للاحتلال والاضطهاد الفرنسي، نُفي إلى دمشق فتفرَّغ للعلم والتصوف والفلسفة والكتابة والشعر وتوفي فيها.

## النشأة

### مولده ونسبه
هو الابن الثالث لمحيي الدين (سيدي محيي الدين) شيخ الطريقة الصوفية القادرية ومؤلف «كتاب إرشاد المريدين» الموجه للمبتدئين، وأمه الزهرة بنت الشيخ سيدي بودومة شيخ زاوية حمام بوحجر وكانت سيدة مثقفة. ولد نحو 6 ماي وقيل 6 سبتمبر 1808 وقيل أيضا 25 سبتمبر 1808 وفي روايات أخرى 23 رجب 1222 الموافق لـ 25 مايو 1807 بقرية القيطنة بولاية معسكر.
وقد ذُكر أن الأمير عبد القادر قال لتلميذه العايش: «أنا عبد القادر بن محي الدين بن مصطفى بن محمد بن المختار بن عبد القاضي بن أحمد بن محمد بن عبد القوي بن علي بن أحمد بن عبد القوي بن خالد بن يوسف بن بشار بن محمد بن مسعود بن طاووس بن يعقوب بن عبد القوي بن أحمد بن محمد بن إدريس بن إدريس أحد أبناء عبد الله المحض بن الحسن المثنى بن الحسن حفيد النبي محمد ﷺ وابن علي وفاطمة الزهراء وحفيد أبو طالب بن عبد المطلب، أنا عبد القادر بن محيي الدين وسليل النبي ﷺ المرسل والمبعوث من الله وهو نفسه بن عبد الله بن عبد المطلب بن هاشم، إن أسالفي من الجانبين من الأشراف ساكني المدينة تفضيال، فأسلافي في الأمجاد كانوا مباشرين للنبي ﷺ»

### البيئة الاجتماعية والأسرة
تقطن أسرة محيي الدين في قرية على الضفة اليسرى لوادي الحمام على مسافة نحو 20 كلم غربي مدينة معسكر، كانت الأسرة تعيش مما تدره عليها الأراضي الزراعية التي تملكها ومن العوائد التي يقدمها الأتباع والأنصار والتي تتكون من نقود ومواد أولية مثل: الصوف بسهل غريس والقمح.
وهي من سلالة الحسني القرشي سليل قبيلة لها سلطة روحية تتمتع بنفوذ واسع وقد جرت الأسرة على تقديم الضيافة لعابري السبيل والمساعدة للمعوزين، فاشتهرت بالكرم إلى جانب شهرتها بالعلم والتقوى في قبيلة بني هاشم وخارج حدود هذه القرية وكذلك كان سكان المنطقة يقصدون كبار الأسرة لفض نزاعاتهم وللتحكيم في
خصوصياتهم، وقد كان محيي الدين رئيس الأسرة متزوجا بأربع نساء وهن وريدة ولدت له «محمد السعيد ومصطفى» والزهراء التي أنجبت له «عبد القادر وخديجة» وفاطمة ولدت له «حسين» وخيرة أنجبت «المرتضى».

### الطفولة والتعليم
كان تعليمه الديني صوفياً سنياً، أجاد القراءة والكتابة وهو في سن الخامسة، كما نال الإجازة في تفسير القرآن والحديث النبوي وهو في الثانية عشرة من عمره ليحمل سنتين بعد ذلك لقب حافظ وبدأ بإلقاء الدروس في الجامع التابع لأسرته في مختلف المواد الفقهية.
شجعه والده على الفروسية وركوب الخيل ومقارعة الأنداد والمشاركة في المسابقات التي تقام آنذاك فأظهر تفوقا مدهشا.
بعثه والده إلى وهران لطلب العلم من علمائها، حضر دروس الشيخ أحمد بن الخوجة فازداد تعمقا في الفقه كما طالع كتب الفلاسفة وتعلم الحساب والجغرافيا، على يد الشيخ أحمد بن الطاهر البطيوي قاضي أرزيو وقد دامت هذه الرحلة العلمية ما يقرب من السنتين (1237-1239 هـ) (1821-1823 م).
بعد عودته إلى بلدة القيطنة وكان قد بلغ الخامسة عشر بادر والده إلى تزويجه واختار ابنة عمه لالة خيرة زوجة له فهي تجمع بين محاسن الخلق والنسب الشريف.

### رحلته إلى الحج
لم يكن محيي الدين (والد الأمير عبد القادر) هملاً بين الناس، بل كان ممن لا يسكتون على الظلم، فكان من الطبيعي أن يصطدم مع الحاكم العثماني لمدينة «وهران»، وأدى هذا إلى تحديد إقامة الوالد في بيته، فاختار أن يخرج من الجزائر كلها في رحلة طويلة.
كان محيي الدين بالإضافة لكونه شيخ الطريقة القادرية ذو مكانة رفيعة بين عامة الناس ومن كبار أعيانهم وقد دفعت آراؤه بالحاكم العثماني لوهران إلى تحديد إقامته ببيته وهو ما دفعه للتفكير بالخروج لأداء فريضة الحج والابتعاد عن هذا الجو المشحون.
أذن لمحيي الدين بالخروج لفريضة الحج عام 1241 هـ/ 1825م، فخرج واصطحب ابنه عبد القادر معه وهو في سن الثامنة عشرة، فكانت رحلة عبد القادر إلى تونس ثم مصر ثم الحجاز ثم البلاد الشامية ثم بغداد، ثم العودة إلى الحجاز، ثم العودة إلى الجزائر مارًا بمصر وبرقة وطرابلس ثم تونس، وأخيرًا إلى الجزائر من جديد عام 1828م، فكانت رحلة تعلم ومشاهدة ومعايشة للوطن العربي في هذه الفترة من تاريخه، وما لبث الوالد وابنه أن استقرا في قريتهم «قيطنة»، ولم يمض وقت طويل حتى تعرضت الجزائر لحملة عسكرية فرنسية شرسة، وتمكنت فرنسا من احتلال العاصمة فعلاً في 5 يوليو 1830م، واستسلم الحاكم العثماني الداي حسين، ولكن الشعب الجزائري كان له رأي آخر.
تلقى الشاب مجموعة أخرى من العلوم فقد درس الفلسفة (رسائل إخوان الصفا - أرسطوطاليس - فيثاغورس) ودرس الفقه والحديث فدرس صحيح البخاري وصحيح مسلم، وقام بتدريسهما، كما تلقى الألفية في النحو والسنوسية والعقائد النسفية في التوحيد، وايساغوجي في المنطق، والإتقان في علوم القرآن، وبهذا اكتمل للأمير العلم الشرعي، والعلم العقلي، والرحلة والمشاهدة.

## المبايعة
فرّق الشقاق بين الزعماء كلمة الشعب، وبحث أهالي وعلماء غريس عن زعيم يأخذ اللواء ويبايعونه على الجهاد تحت قيادته، واستقر الرأي على «محيي الدين الحسني» وعرضوا عليه الأمر، ولكن الرجل اعتذر عن الإمارة وقبل قيادة الجهاد، فأرسلوا إلى صاحب المغرب الأقصى عبد الرحمن بن هشام[بحاجة لمصدر] ليكونوا تحت إمارته فقبل سلطان المغرب وأرسل ابن عمه علي بن سليمان ليكون أميرًا على المنطقة، وقبل أن تستقر الأمور تدخلت فرنسا مهددة السلطان بالحرب، فانسحب السلطان واستدعى ابن عمه ليعود الوضع إلى نقطة الصفر من جديد.

### البيعة الأولى
بعد أن جرت مبايعة محمد بن زعموم مع علي ولد سي سعدي في ضواحي متيجة، انتقلت المقاومة إلى الغرب الجزائري أين كان «محيي الدين الجزائري» قد رضي بمسؤولية القيادة العسكرية، فقد التفت حوله الجموع من جديد، وخاصة أنه حقق عدة انتصارات على الغزاة الفرنسيين، وقد كان ابنه «عبد القادر الجزائري» على رأس الجيش في كثير من هذه الانتصارات. فاقترح «محيي الدين» ابنه «عبد القادر» لهذا المنصب وجمع الناس لبيعته تحت شجرة الدردار فقبل الحاضرون من علماء وكبراء ووجهاء القوم، وقبل الشاب تحمل هذه المسؤولية، وتمت البيعة، ولقبه والده بـ ناصر الدين واقترحوا عليه أن يكون سلطانا ولكنه اختار لقب الأمير وكان ذلك في 3 رجب 1248 هـ الموافق 27 نوفمبر 1832 م وهو ابن أربعة وعشرين سنة.
توجه الأمير بعد البيعة إلى معسكر ووقف خطيبا في مسجدها أمام الجموع الكبيرة فحث الناس على الانضباط والالتزام ودعاهم إلى الجهاد والعمل وبعد الانصراف أرسل الأمير الرسل والرسائل إلى بقية القبائل والأعيان الذين لم يحضروا البيعة لإبلاغهم بذلك، ودعوتهم إلى مبايعته أسوة بمن أدى واجب الطاعة.

### البيعة الثانية
لما ذاع خبر البيعة الأولى بادر أعيان ووجهاء ورؤساء القبائل التي لم تبايع إلى المبايعة فبايعوه في مسجد بمعسكر يسمى حاليا بـ مسجد سيدي الحسان حيث حررت وثيقة أخرى للبيعة وقرأت على الشعب وتولى كتابتها محمود بن حوا المجاهدي أحد علماء المنطقة وقد وجه خطابه الأول إلى كافة العروش قائلاً: "... وقد قبلت بيعتهم (أي أهالي وهران وما حولها) وطاعتهم، كما أني قبلت هذا المنصب مع عدم ميلي إليه، مؤملاً أن يكون واسطة لجمع كلمة المسلمين، ورفع النزاع والخصام بينهم، وتأمين السبل، ومنع الأعمال المنافية للشريعة المطهرة، وحماية البلاد من العدو، وإجراء الحق والعدل نحو القوى والضعيف، واعلموا أن غايتي القصوى اتحاد الملة المحمدية، والقيام بالشعائر الأحمدية، وعلى الله الاتكال في ذلك كله 13 رمضان 1248 هـ الموافق لـ 4 فبراير 1833م.

## تأسيس الدولة

### توحيد الصف
عندما تولى الأمير عبد القادر الإمارة كانت الوضعية الاقتصادية والاجتماعية صعبة، لم يكن له المال الكافي لإقامة دعائم الدولة إضافة إلى وجود معارضين لإمارته، ولكنه لم يفقد الأمل إذ كان يدعو باستمرار إلى وحدة الصفوف وترك الخلافات الداخلية ونبذ الأغراض الشخصية...كان يعتبر منصبه تكليفا لا تشريفا. وفي نداء له بمسجد معسكر خطب قائلا:
«إذا كنت قد رضيت بالإمارة، فإنما ليكون لي حق السير في الطليعة والسير بكم في المعارك في سبيل ”الله“...الإمارة ليست هدفي فأنا مستعد لطاعة أيّ قائد آخر ترونه أجدر منّي وأقدر على قيادتكم شريطة أن يلتزم خدمة الدّين وتحرير الوطن».
إن وحدة الأمة جعلها الأمير هي الأساس لنهضة دولته واجتهد في تحقيق هذه الوحدة رغم عراقيل الاستعمار والصعوبات التي تلقاها من بعض رؤساء القبائل الذين لم يكن وعيهم السياسي في مستوى عظمة المهمة وكانت طريقة الأمير في تحقيق الوحدة هي الإقناع أولا والتذكير بمتطلبات الإيمان والجهاد، لقد كلفته حملات التوعية جهودًا كبيرة لأن أكثر القبائل كانت قد اعتادت حياة الاستقلال ولم تألف الخضوع لسلطة مركزية قوية. بفضل إيمانه القوي انضمت اليه قبائل كثيرة بدون أن يطلق رصاصة واحدة لإخضاعها بل كانت بلاغته وحجته كافيتين ليفهم الناس أهدافه في تحقيق الوحدة ومحاربة العدو، لكن عندما لا ينفع أسلوب التذكير والإقناع، يشهر سيفه ضدّ من يخرج عن صفوف المسلمين أو يساعد العدوّ لتفكيك المسلمين، وقد استصدر الأمير فتوى من العلماء تساعده في محاربة أعداء الدّين والوطن.

### سياسة التقشف
لقد قام الأمير بإصلاحات اجتماعية كثيرة، فقد حارب الفساد الخلقي بشدّة، ومنع الخمر والميسر منعًا باتا ومنع التدخين ليبعد المجتمع عن التبذير، كما منع استعمال الذهب والفضة للرّجال لأنّه كان يكره حياة البذخ والميوعة.

### بناء الجيش

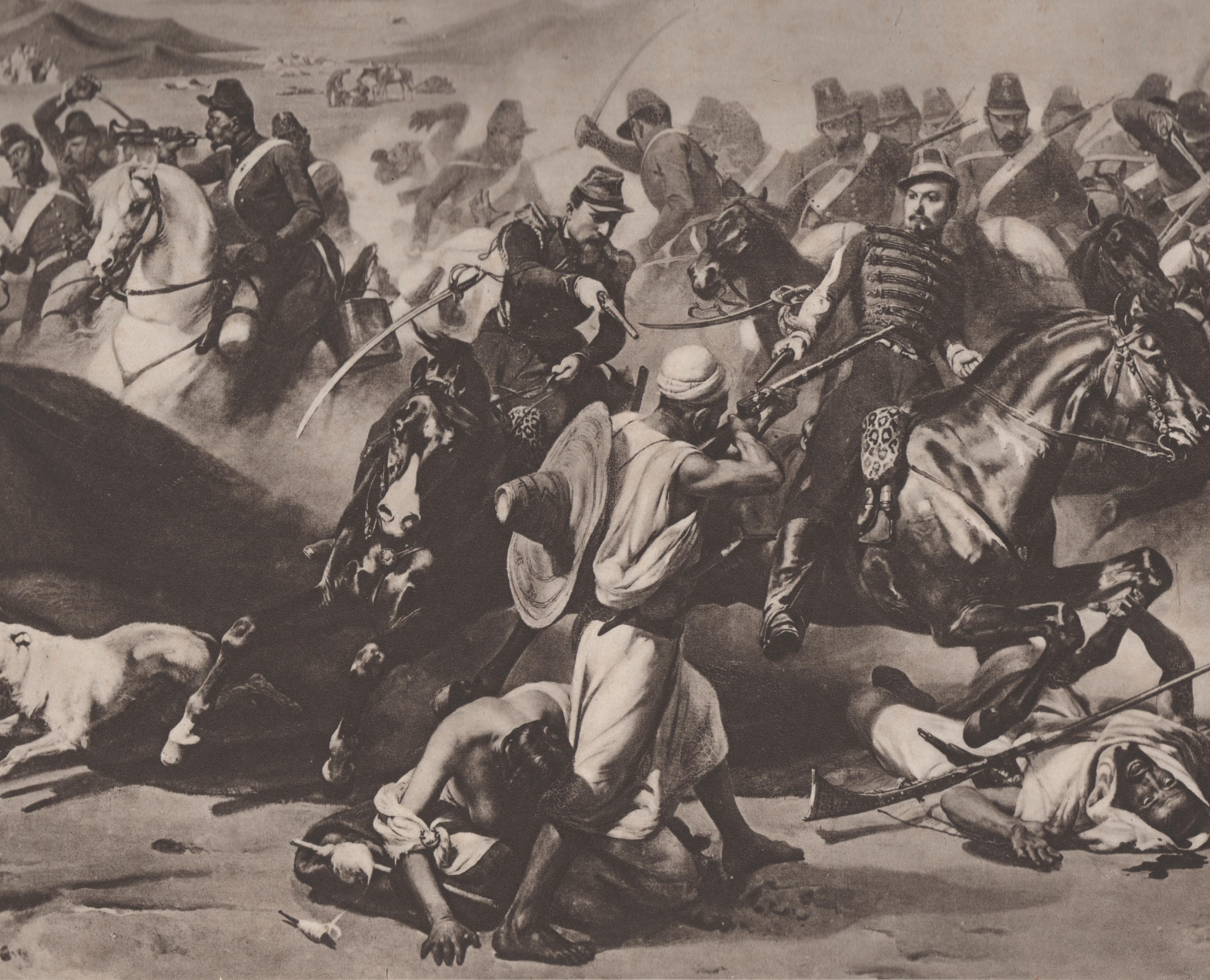
معركة الزمالة

كان الأمير يرمي إلى هدفين: تكوين جيش منظم وتأسيس دولة موحّدة، وكان مساعدوه في هذه المهمة مخلصون. لقد بذل الأمير وأعوانه جهدًا كبيرا لاستتباب الأمن، فبفضل نظام الشرطة الذي أنشأه قُضِي على قُطّاع الطرق الذين كانوا يهجمون على المسافرين ويتعدّون على الحرمات، فأصبح الناس يتنقّلون في أمان وانعدمت السرقات.

### تنظيم إدارة الدولة
قسّم الأمير التراب الوطني إلى 8 وحدات أو مقاطعات هي: مليانة، معسكر، تلمسان، الأغواط، المدية، برج بوعريريج، برج حمزة (البويرة)، بسكرة، سطيف). كما أنشأ مصانع للأسلحة وبنى الحصون والقلاع (تاقدمت، معسكر، سعيدة).

ولقد شكل الأمير وزارته التي كانت تتكون من 5 وزارات وجعل مدينة معسكر مقرّا لها، واختار أفضل الرجال ممّن تميّزهم الكفاءة العلمية والمهارة السياسية إلى جانب فضائلهم الخُلُقِية، ونظّم ميزانية الدولة وفق مبدأ الزكاة لتغطية نفقات الجهاد، كما اختار رموز العلم الوطني وشعار للدولة (نصر من الله وفتح قريب). وكان أحمد بن سالم خليفة على «مقاطعة الجبال» ضمن هذه المقاطعات الثمانية في دولة الأمير عبد القادر الجزائري.

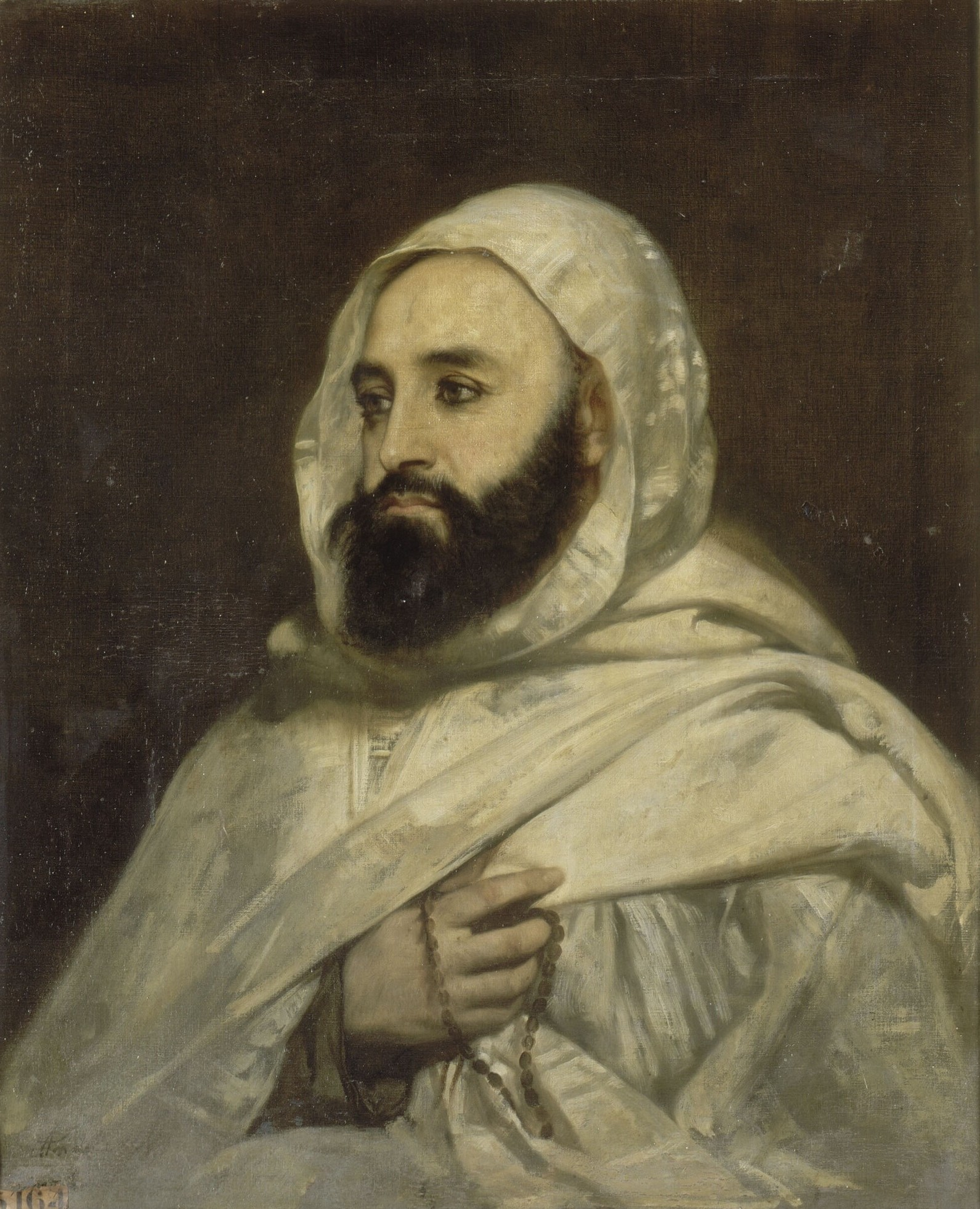
رسمة للأمير عبد القادر بمتحف فرساي سنة 1852

|                        |                        |                        |                        |                        |                        |  |  |                                     |                                     |                                     |                                     |                                     |                                     |  |  |                                  |                                  |                                  |                                  |                                  |                                  |  |  |                                |                                |                                |                                | مقاطعات دولة الأمير عبد القادر |                                |  |  |                             |                             |                             |                             |                             |                             |  |  |                                      |                                      |                                      |                                      |                                      |                                      |  |  |                        |                        |                        |                        |                        |                        |  |  |                                     |                                     |                                     |                                     |                                     |                                     |  |  |  |  |  |  |  |  |  |  |  |  |  |  |  |  |  |  |  |  |  |  |  |  |  |  |  |  |  |  |  |  |  |  |  |  |  |  |  |  |  |  |  |  |  |  |  |  |
|                        |                        |                        |                        |                        |                        |  |  |                                     |                                     |                                     |                                     |                                     |                                     |  |  |                                  |                                  |                                  |                                  |                                  |                                  |  |  |                                |                                |                                |                                |                                |                                |  |  |                             |                             |                             |                             |                             |                             |  |  |                                      |                                      |                                      |                                      |                                      |                                      |  |  |                        |                        |                        |                        |                        |                        |  |  |                                     |                                     |                                     |                                     |                                     |                                     |  |  |  |  |  |  |  |  |  |  |  |  |  |  |  |  |  |  |  |  |  |  |  |  |  |  |  |  |  |  |  |  |  |  |  |  |  |  |  |  |  |  |  |  |  |  |  |  |
|                        |                        |                        |                        |                        |                        |  |  |                                     |                                     |                                     |                                     |                                     |                                     |  |  |                                  |                                  |                                  |                                  |                                  |                                  |  |  |                                |                                |                                |                                |                                |                                |  |  |                             |                             |                             |                             |                             |                             |  |  |                                      |                                      |                                      |                                      |                                      |                                      |  |  |                        |                        |                        |                        |                        |                        |  |  |                                     |                                     |                                     |                                     |                                     |                                     |  |  |  |  |  |  |  |  |  |  |  |  |  |  |  |  |  |  |  |  |  |  |  |  |  |  |  |  |  |  |  |  |  |  |  |  |  |  |  |  |  |  |  |  |  |  |  |  |
| مقاطعة التيطري         | مقاطعة التيطري         | مقاطعة التيطري         | مقاطعة التيطري         | مقاطعة التيطري         | مقاطعة التيطري         |  |  | مقاطعة مليانة                       | مقاطعة مليانة                       | مقاطعة مليانة                       | مقاطعة مليانة                       | مقاطعة مليانة                       | مقاطعة مليانة                       |  |  | مقاطعة تلمسان                    | مقاطعة تلمسان                    | مقاطعة تلمسان                    | مقاطعة تلمسان                    | مقاطعة تلمسان                    | مقاطعة تلمسان                    |  |  | مقاطعة معسكر                   | مقاطعة معسكر                   | مقاطعة معسكر                   | مقاطعة معسكر                   | مقاطعة معسكر                   | مقاطعة معسكر                   |  |  | مقاطعة الصحراء الغربية      | مقاطعة الصحراء الغربية      | مقاطعة الصحراء الغربية      | مقاطعة الصحراء الغربية      | مقاطعة الصحراء الغربية      | مقاطعة الصحراء الغربية      |  |  | مقاطعة مجانة                         | مقاطعة مجانة                         | مقاطعة مجانة                         | مقاطعة مجانة                         | مقاطعة مجانة                         | مقاطعة مجانة                         |  |  | مقاطعة الزيبان         | مقاطعة الزيبان         | مقاطعة الزيبان         | مقاطعة الزيبان         | مقاطعة الزيبان         | مقاطعة الزيبان         |  |  | مقاطعة الجبال                       | مقاطعة الجبال                       | مقاطعة الجبال                       | مقاطعة الجبال                       | مقاطعة الجبال                       | مقاطعة الجبال                       |  |  |  |  |  |  |  |  |  |  |  |  |  |  |  |  |  |  |  |  |  |  |  |  |  |  |  |  |  |  |  |  |  |  |  |  |  |  |  |  |  |  |  |  |  |  |  |  |
| مقاطعة التيطري         | مقاطعة التيطري         | مقاطعة التيطري         | مقاطعة التيطري         | مقاطعة التيطري         | مقاطعة التيطري         |  |  | مقاطعة مليانة                       | مقاطعة مليانة                       | مقاطعة مليانة                       | مقاطعة مليانة                       | مقاطعة مليانة                       | مقاطعة مليانة                       |  |  | مقاطعة تلمسان                    | مقاطعة تلمسان                    | مقاطعة تلمسان                    | مقاطعة تلمسان                    | مقاطعة تلمسان                    | مقاطعة تلمسان                    |  |  | مقاطعة معسكر                   | مقاطعة معسكر                   | مقاطعة معسكر                   | مقاطعة معسكر                   | مقاطعة معسكر                   | مقاطعة معسكر                   |  |  | مقاطعة الصحراء الغربية      | مقاطعة الصحراء الغربية      | مقاطعة الصحراء الغربية      | مقاطعة الصحراء الغربية      | مقاطعة الصحراء الغربية      | مقاطعة الصحراء الغربية      |  |  | مقاطعة مجانة                         | مقاطعة مجانة                         | مقاطعة مجانة                         | مقاطعة مجانة                         | مقاطعة مجانة                         | مقاطعة مجانة                         |  |  | مقاطعة الزيبان         | مقاطعة الزيبان         | مقاطعة الزيبان         | مقاطعة الزيبان         | مقاطعة الزيبان         | مقاطعة الزيبان         |  |  | مقاطعة الجبال                       | مقاطعة الجبال                       | مقاطعة الجبال                       | مقاطعة الجبال                       | مقاطعة الجبال                       | مقاطعة الجبال                       |  |  |  |  |  |  |  |  |  |  |  |  |  |  |  |  |  |  |  |  |  |  |  |  |  |  |  |  |  |  |  |  |  |  |  |  |  |  |  |  |  |  |  |  |  |  |  |  |
| :الخليفة محمد البركاني | :الخليفة محمد البركاني | :الخليفة محمد البركاني | :الخليفة محمد البركاني | :الخليفة محمد البركاني | :الخليفة محمد البركاني |  |  | :الخليفة محيي الدين بن علال القليعي | :الخليفة محيي الدين بن علال القليعي | :الخليفة محيي الدين بن علال القليعي | :الخليفة محيي الدين بن علال القليعي | :الخليفة محيي الدين بن علال القليعي | :الخليفة محيي الدين بن علال القليعي |  |  | :الخليفة محمد البوحميدي الولهاصي | :الخليفة محمد البوحميدي الولهاصي | :الخليفة محمد البوحميدي الولهاصي | :الخليفة محمد البوحميدي الولهاصي | :الخليفة محمد البوحميدي الولهاصي | :الخليفة محمد البوحميدي الولهاصي |  |  | :الخليفة مصطفى بن أحمد التهامي | :الخليفة مصطفى بن أحمد التهامي | :الخليفة مصطفى بن أحمد التهامي | :الخليفة مصطفى بن أحمد التهامي | :الخليفة مصطفى بن أحمد التهامي | :الخليفة مصطفى بن أحمد التهامي |  |  | :الخليفة قدور بن عبد الباقي | :الخليفة قدور بن عبد الباقي | :الخليفة قدور بن عبد الباقي | :الخليفة قدور بن عبد الباقي | :الخليفة قدور بن عبد الباقي | :الخليفة قدور بن عبد الباقي |  |  | :الخليفة محمد بن عبد السلام المقداني | :الخليفة محمد بن عبد السلام المقداني | :الخليفة محمد بن عبد السلام المقداني | :الخليفة محمد بن عبد السلام المقداني | :الخليفة محمد بن عبد السلام المقداني | :الخليفة محمد بن عبد السلام المقداني |  |  | :الخليفة فرحات بن سعيد | :الخليفة فرحات بن سعيد | :الخليفة فرحات بن سعيد | :الخليفة فرحات بن سعيد | :الخليفة فرحات بن سعيد | :الخليفة فرحات بن سعيد |  |  | :الخليفة أحمد الطيب بن سالم الدبيسي | :الخليفة أحمد الطيب بن سالم الدبيسي | :الخليفة أحمد الطيب بن سالم الدبيسي | :الخليفة أحمد الطيب بن سالم الدبيسي | :الخليفة أحمد الطيب بن سالم الدبيسي | :الخليفة أحمد الطيب بن سالم الدبيسي |  |  |  |  |  |  |  |  |  |  |  |  |  |  |  |  |  |  |  |  |  |  |  |  |  |  |  |  |  |  |  |  |  |  |  |  |  |  |  |  |  |  |  |  |  |  |  |  |
| :الخليفة محمد البركاني | :الخليفة محمد البركاني | :الخليفة محمد البركاني | :الخليفة محمد البركاني | :الخليفة محمد البركاني | :الخليفة محمد البركاني |  |  | :الخليفة محيي الدين بن علال القليعي | :الخليفة محيي الدين بن علال القليعي | :الخليفة محيي الدين بن علال القليعي | :الخليفة محيي الدين بن علال القليعي | :الخليفة محيي الدين بن علال القليعي | :الخليفة محيي الدين بن علال القليعي |  |  | :الخليفة محمد البوحميدي الولهاصي | :الخليفة محمد البوحميدي الولهاصي | :الخليفة محمد البوحميدي الولهاصي | :الخليفة محمد البوحميدي الولهاصي | :الخليفة محمد البوحميدي الولهاصي | :الخليفة محمد البوحميدي الولهاصي |  |  | :الخليفة مصطفى بن أحمد التهامي | :الخليفة مصطفى بن أحمد التهامي | :الخليفة مصطفى بن أحمد التهامي | :الخليفة مصطفى بن أحمد التهامي | :الخليفة مصطفى بن أحمد التهامي | :الخليفة مصطفى بن أحمد التهامي |  |  | :الخليفة قدور بن عبد الباقي | :الخليفة قدور بن عبد الباقي | :الخليفة قدور بن عبد الباقي | :الخليفة قدور بن عبد الباقي | :الخليفة قدور بن عبد الباقي | :الخليفة قدور بن عبد الباقي |  |  | :الخليفة محمد بن عبد السلام المقداني | :الخليفة محمد بن عبد السلام المقداني | :الخليفة محمد بن عبد السلام المقداني | :الخليفة محمد بن عبد السلام المقداني | :الخليفة محمد بن عبد السلام المقداني | :الخليفة محمد بن عبد السلام المقداني |  |  | :الخليفة فرحات بن سعيد | :الخليفة فرحات بن سعيد | :الخليفة فرحات بن سعيد | :الخليفة فرحات بن سعيد | :الخليفة فرحات بن سعيد | :الخليفة فرحات بن سعيد |  |  | :الخليفة أحمد الطيب بن سالم الدبيسي | :الخليفة أحمد الطيب بن سالم الدبيسي | :الخليفة أحمد الطيب بن سالم الدبيسي | :الخليفة أحمد الطيب بن سالم الدبيسي | :الخليفة أحمد الطيب بن سالم الدبيسي | :الخليفة أحمد الطيب بن سالم الدبيسي |  |  |  |  |  |  |  |  |  |  |  |  |  |  |  |  |  |  |  |  |  |  |  |  |  |  |  |  |  |  |  |  |  |  |  |  |  |  |  |  |  |  |  |  |  |  |  |  |
| :العاصمة المدية        | :العاصمة المدية        | :العاصمة المدية        | :العاصمة المدية        | :العاصمة المدية        | :العاصمة المدية        |  |  | :العاصمة مليانة                     | :العاصمة مليانة                     | :العاصمة مليانة                     | :العاصمة مليانة                     | :العاصمة مليانة                     | :العاصمة مليانة                     |  |  | :العاصمة تلمسان                  | :العاصمة تلمسان                  | :العاصمة تلمسان                  | :العاصمة تلمسان                  | :العاصمة تلمسان                  | :العاصمة تلمسان                  |  |  | :العاصمة معسكر                 | :العاصمة معسكر                 | :العاصمة معسكر                 | :العاصمة معسكر                 | :العاصمة معسكر                 | :العاصمة معسكر                 |  |  | :العاصمة بشار               | :العاصمة بشار               | :العاصمة بشار               | :العاصمة بشار               | :العاصمة بشار               | :العاصمة بشار               |  |  | :العاصمة سطيف                        | :العاصمة سطيف                        | :العاصمة سطيف                        | :العاصمة سطيف                        | :العاصمة سطيف                        | :العاصمة سطيف                        |  |  | :العاصمة بسكرة         | :العاصمة بسكرة         | :العاصمة بسكرة         | :العاصمة بسكرة         | :العاصمة بسكرة         | :العاصمة بسكرة         |  |  | :العاصمة برج حمزة - البويرة         | :العاصمة برج حمزة - البويرة         | :العاصمة برج حمزة - البويرة         | :العاصمة برج حمزة - البويرة         | :العاصمة برج حمزة - البويرة         | :العاصمة برج حمزة - البويرة         |  |  |  |  |  |  |  |  |  |  |  |  |  |  |  |  |  |  |  |  |  |  |  |  |  |  |  |  |  |  |  |  |  |  |  |  |  |  |  |  |  |  |  |  |  |  |  |  |

## دولة الأمير عبد القادر وعاصمته المتنقلة
ولبطولة الأمير اضطرت فرنسا إلى عقد اتفاقية هدنة معه وهي اتفاقية "دي ميشيل" في عام 1834. وبمقتضى هذه الاتفاقية اعترفت فرنسا بدولة الأمير عبد القادر، وبدأ الأمير يتجه إلى أحوال البلاد ينظم شؤونها ويعمرها ويطورها. وقد نجح الأمير في تأمين بلاده إلى الدرجة التي عبر عنها مؤرخ فرنسي بقوله: «يستطيع الطفل أن يطوف ملكه منفردًا، على رأسه تاج من ذهب، دون أن يصيبه أذى!!».
وكان الأمير قد أنشأ عاصمة متنقلة كأي عاصمة أوروبية متطورة آنذاك سميت الزمالة. وكان قد أسّس قبلها عاصمة وذلك بعد غزو الجيش الفرنسي لمدينة معسكر في الحملة التي قادها كلوزيل. وضع الأمير خطة تقضي بالانسحاب إلى أطراف الصحراء لإقامة آخر خطوطه الدفاعية وهناك شيد العاصمة الصحراوية «تكدمت». وبدأ العمل فيها بإقامة ثلاثة حصون عسكرية، ثم أعقبها بالمباني والمرافق المدنية والمساجد وغيرها. وهناك وضع أموال الدولة التي صارت في مأمن من غوائل الغزاة ومفاجآتهم. وقد جلب إليها الأمير سكانا من مختلف المناطق من الكلغوليين وسكان أرزيو ومستغانم ومسرغين والمدية.
وقبل أن يمر عام على الاتفاقية نقض القائد الفرنسي الهدنة، وناصره في هذه المرة بعض القبائل في مواجهة الأمير عبد القادر. فنادى الأمير في قومه بالجهاد ونظم الجميع صفوف القتال، وكانت المعارك الأولى رسالة قوية لفرنسا وخاصة موقعة «المقطع» حيث نزلت بالقوات الفرنسية هزائم قضت على قوتها الضاربة تحت قيادة «تريزيل» الحاكم الفرنسي.
ولكن فرنسا أرادت الانتقام فأرسلت قوات جديدة وقيادة جديدة. واستطاعت القوات الفرنسية دخول عاصمة الأمير مدينة «معسكر» وأحرقتها، ولولا مطر غزير أرسله الله في هذا اليوم ما بقى فيها حجر على حجر، ولكن الأمير استطاع تحقيق مجموعة من الانتصارات دفعت فرنسا لتغيير القيادة من جديد ليأتي القائد الفرنسي الماكر الجنرال «بيجو». ولكن الأمير نجح في إحراز نصر على القائد الجديد في منطقة «وادي تافنة» أجبرت القائد الفرنسي على عقد معاهدة هدنة جديدة عُرفت باسم «معاهدة تافنة» في عام 1837 م.
وعاد الأمير لإصلاح حال بلاده وترميم ما أحدثته المعارك بالحصون والقلاع وتنظيم شؤون البلاد، وفي نفس الوقت كان القائد الفرنسي «بيجو» يستعد بجيوش جديدة، ويكرر الفرنسيون نقض المعاهدة في عام 1839 م، ولجأ القائد الفرنسي إلى الوحشية في هجومه على المدنيين العزل فقتل النساء والأطفال والشيوخ، وحرق القرى والمدن التي تساند الأمير، واستطاع القائد الفرنسي بيجو أن يحقق عدة انتصارات على الأمير عبد القادر، ويضطر الأمير إلى اللجوء إلى بلاد المغرب الأقصى، ويهدد الفرنسيون السلطان المغربي، ولم يستجب السلطان لتهديدهم في أول الأمر، وساند الأمير في حركته من أجل استرداد وطنه، ولكن الفرنسيين ضربوا طنجة وبوغادور بالقنابل من البحر، وتحت وطأة الهجوم الفرنسي يضطر السلطان إلى توقيع معاهدة لالة مغنية وعدم مساعدة الأمير من المغرب الأقصى.

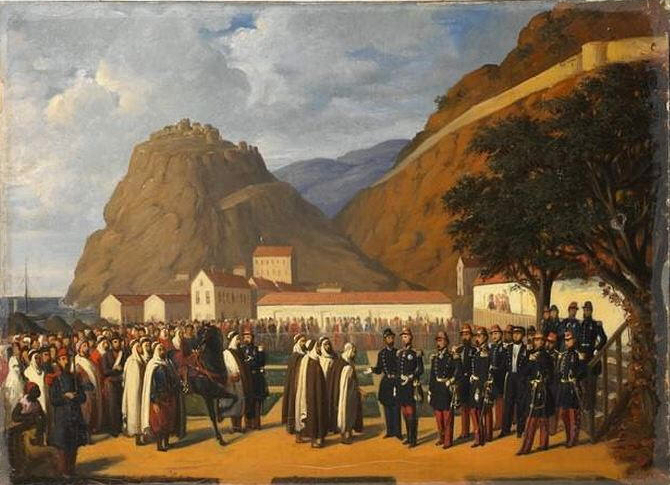
استسلام الأمير عبد القادر، يوم: 23 ديسمبر 1847. رسمها أوغسطين ريجيس

قاد عبد القادر ووالده حملة مقاومة عنيفة ضدها، فبايعه الأهالي بالإمارة عام 1832 م، عمل عبد القادر على تنظيم المُجاهدين، وإعداد الأهالي وتحفيزهم لمقاومة الاستعمار، حتى استقر له الأمر وقويت شوكته فألحق بالفرنسيين الهزيمة تلو الأخرى، مما اضطر فرنسا إلى أن توقع معه معاهدة (دي ميشيل) في فبراير 1834 م، معترفة بسلطته غرب الجزائر، لكن السلطات الفرنسية لم تلتزم بتلك المعاهدة، الأمر الذي اضطره إلى الاصطدام بهم مرة أخرى، فعادت فرنسا إلى المفاوضات، وعقدت معه معاهدة تافنة في مايو 1837 م، مما أتاح لعبد القادر الفرصة لتقوية منطقة نفوذه، وتحصين المدن وتنظيم القوات، وبث الروح الوطنية في الأهالي، والقضاء على الخونة والمتعاونين مع الاستعمار.
لكن سرعان ما خرق الفرنسيين المعاهدة من جديد، فاشتبك معهم عبد القادر ورجاله أواخر عام 1839 م، فدفعت فرنسا بالقائد الفرنسي (بيجو) لتولي الأمور في الجزائر، فعمل على السيطرة على الوضع باتباع سياسة الأرض المحروقة، فدمر المدن وأحرق المحاصيل وأهلك الدواب، إلا أن الأمير ورفاقه استطاعوا الصمود أمام تلك الحملة الشعواء، مُحققين عدة انتصارات، مستعينين في ذلك بالمساعدات والإمدادات المغربية لهم، لذا عملت فرنسا على تحييد المغرب وإخراجه من حلبة الصراع، فأجبرت المولى عبد الرحمن سلطان المغرب، على توقيع اتفاقية تعهد فيها بعدم مساعدة الجزائريين، والقبض على الأمير عبد القادر وتسليمه للسلطات الفرنسية، حال التجائه للأراضي المغربية.
كان لتحييد المغرب ووقف مساعداته للمجاهدين الجزائريين دور كبير في إضعاف قوات الأمير عبد القادر، الأمر الذي حد من حركة قواته، ورجح كفة القوات الفرنسية، فلما نفد ما لدى الأمير من إمكانيات لم يبق أمامه سوى الاستسلام حقناً لدماء من تبقى من المجاهدين والأهالي، وتجنيباً لهم من بطش الفرنسيين، وفي ديسمبر 1847 م اقتيد عبد القادر إلى أحد السجون بفرنسا، وفي بداية الخمسينات أفرج عنه شريطة ألا يعود إلى الجزائر، فسافر إلى تركيا ومنها إلى دمشق عام 1855 م (1271 هـ)، عندما وصل الأمير وعائلته وأعوانه إلى دمشق، أسس ما عرف برباط المغاربة في حي السويقة، وهو حي ما زال موجوداً إلى اليوم، وسرعان ما أصبح ذا مكانة بين علماء ووجهاء الشام، وقام بالتدريس في المدرسة الأشرفية، ثم الجامع الأموي، الذي كان أكبر مدرسة دينية في دمشق آنذاك، سافر الأمير للحج ثم عاد ليتفرغ للعبادة والعلم والأعمال الخيرية، وفي مايو 1883 م (رجب 1300 هـ) توفي الأمير عبد القادر الجزائري ودفن في سوريا.

لم يكن جهاد الأمير عبد القادر ضد قوى الاستعمار بالجزائر، هو كل رصيده الإنساني، فقد ترك العديد من المؤلفات القيمة ترجمت إلى عدة لغات، وعقب حصول الجزائر على الاستقلال نُقلت رفاته إلى الجزائر بعد نحو قرن قضاه خارج بلاده، وفي 3 أبريل 2006 م (5 ربيع الأول 1427 هـ) افتتحت المفوضة السامية لحقوق الإنسان بجنيف معرضًا خاصًا للأمير في جنيف إحياءً لذكراه، كما شرعت سورية في ترميم وإعداد منزله في دمشق ليكون متحفًا يُجسد تجربته الجهادية من أجل استقلال بلاده.

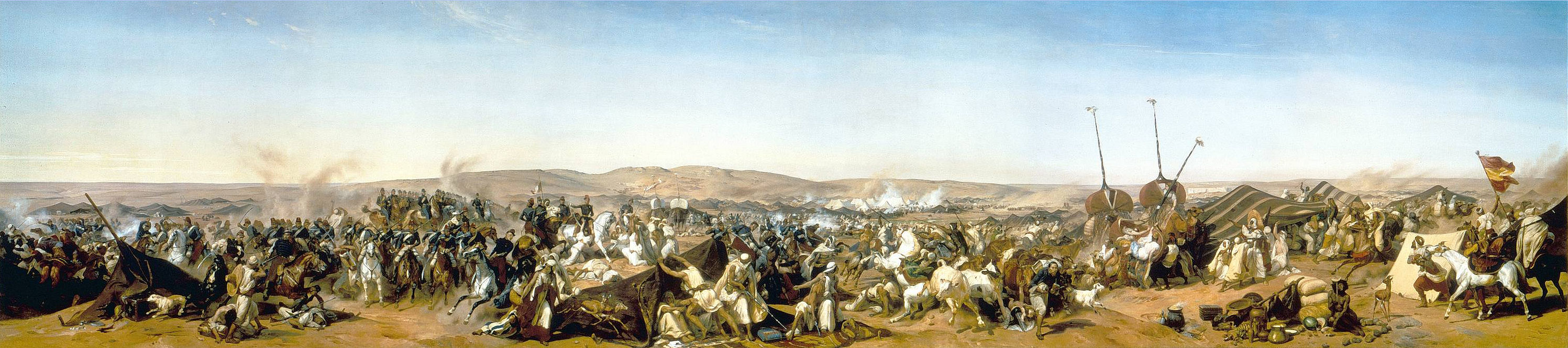
لوحة زيتية تصور هجوم الفرنسيين على زمالة الأمير عبد القادر، في مايو عام 1843. انظر معركة الزمالة.

## مدينةالقادر
كانت إليشا بوردمان وهوراس برونسون المزارعين الأوائل الذين استقروا في عام 1836 م (1252 هـ) على نهر تركيا في المنطقة القريبة من بلدة القادر، كان برونسون رفقة مزارعي المنطقة من شيد أولى المدارس.

عام 1846 م (1262 هـ) وعندما كان التجمع ينشأ صمم تيموثي ديفيز وجون تومسون وسيج تشيستر خطة لبناء كنيسة ما إن تأسست رسميا في يونيو 1846 م (جمادى الآخرة 1262 هـ)، ليقرر الثلاثة فيما بعد تسمية التجمع نسبة إلى القائد الجزائري الأمير عبد القادر الذي كان يقود شعبه في مقاومة شرسة ضد للاستعمار الفرنسي الذي استولى على الجزائر. وصار اسمها مدينة القادر وتقع في ولاية في آيوا.

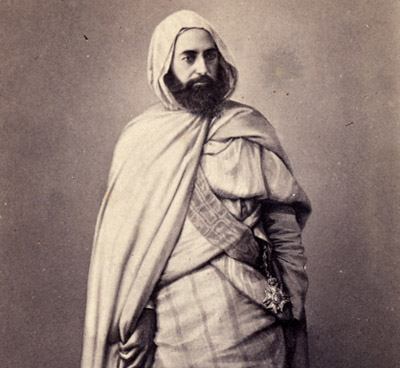
الأمير عبد القادر.

## النفي إلى دمشق

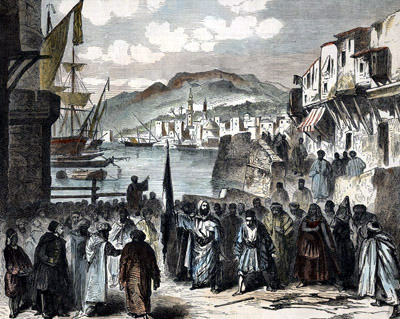
الأمير عبد القادر أثناء حمايته للمسيحيين في دمشق.

استقر الأمير عبد القادر الجزائري في دمشق من عام 1856 إلى عام وفاته عام 1883، أي 27 عام. ومنذ قدومه إليها من إسطنبول تبوأ فيها مكانة تليق به كزعيم سياسي وديني وأديب وشاعر.. وكانت شهرته قد سبقته إلى دمشق، فأخذ مكانته بين العلماء والوجهاء، فكانت له مشاركة بارزة في الحياة السياسية والعلمية. قام بالتدريس في الجامع الأموي، وبعد أربعة أعوام من استقراره في دمشق، حدثت فتنة في الشام عام 1860 واندلعت أحداث طائفية دامية، ولعب الأمير عبد القادر دور رجل الإطفاء بجدارة، فقد فتح بيوته للاجئين إليه من المسيحيين في دمشق كخطوة رمزية وعملية على احتضانهم. وهي مأثرة لا تزال تذكر له إلى اليوم إلى جانب كفاحه ضد الاستعمار الفرنسي في بلاده الجزائر.
بالإضافة إلى مكانة الأمير عبد القادر الوجاهية في دمشق، فقد مارس حياة الشاعر المتصوف، فنجده لا سيما في قدومه من بلاد الجزائر متجولاً في المشرق وتركيا، ثم اختياره لدمشق موطناً حتى الموت. وربما ليس من باب المصادفة أن يدفن الأمير عبد القادر بجانب ضريح الشيخ الأكبر في حضن جبل قاسيون.
يرى الكثيرمن المثقفين أن الأمير عبد القادر لم ينل حقه من الإنصاف، وقلما يذكر إلا كمجاهد قديم، جاء من الجزائر إلى الشام ليستريح في أفياء غوطتها الغناء بينما في حقيقة الأمر، يرون أنه كان من أحد أكبر أعلام تلك المرحلة، وأنه هو وأحفاده فيما بعد، دخلوا التاريخ السوري من بابه الواسع.

### حادثة باب توما بسوريا

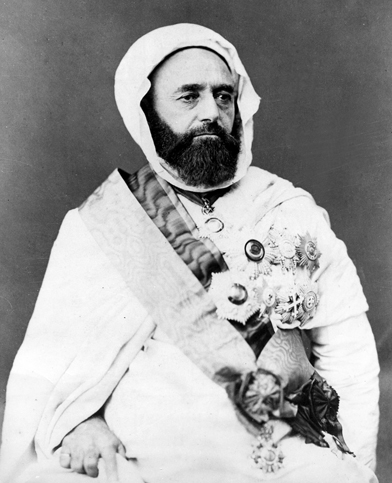
الأمير عبد القادر في دمشق حاملا النياشين التي أرسلته إياه ممالك ودول العالم إثر حادثة إنقاذ المسيحيين في دمشق 1860

وستظل في هذا الخصوص قصة «باب تومة» التي أنقذ فيها الأمير المسيحيين بدمشق من الدروز عام 1860 عندما آواهم في قصره، في أحداث مقتلة الدروز والموارنة 1860، خلال هذه الأحداث اقترفت جماعات شبه عسكرية درزية ومسلمة مذابح بالتواطؤ من السلطات العسكرية العثمانية، واستمرت ثلاثة أيام (9-11 تموز)، قتل خلالها 25,000 مسيحي بما في ذلك بعض أفراد البعثات الأجنبية بها كالقنصل الأمريكي والهولندي. وحرقت الكنائس والمدارس التبشيرية. وقام عبد القادر الذي آواهم في مقر إقامته وفي قلعة دمشق.
نظير مواقفه الإنسانية في سوريا في حماية الطوائف المسيحية في سوريا بغض النظر عن جنسياتهم، فقط في الدفاع عن حقوق الإنسان، حيث كان من بينهم رعايا الجاليات الأجنبية قلّدته الدول والمماليك بنياشين وأوسمة وهدايا قيمة منها :
- وسام المجيدية من السلطان العثماني،
- وسام المنقذ الذي قلده إياه ملك اليونان،
- وسام النسر الأسود من ملك بروسيا،
- وسام النسر الأبيض من قيصر روسيا،
- نيشان بيوس التاسع من البابا،
- وآخرها وسام الشرف درجة الصليب الأكبر من الإمبراطور الفرنسي نابليون في 1860 الذي لم يشبه أي وسام منح قبلا.
- الملكة ڤكتوريا أهدته بندقية من ماسورتين مرصعة بالذهب
- أبراهام لينكون رئيس الولايات المتحدة أهداه مسدسين مذهبين.

## الأمير الأسير
ظل الأمير عبد القادر في سجون فرنسا يعاني الإهانة والتضييق حتى عام 1852 م ثم استدعاه نابليون الثالث بعد توليه الحكم، وأكرم نزله، وأقام له المآدب الفاخرة ليقابل وزراء ووجهاء فرنسا، ويتناول الأمير كافة الشؤون السياسية والعسكرية والعلمية، مما أثار إعجاب الجميع بذكائه وخبرته، ودُعي الأمير لكي يتخذ من فرنسا وطنًا ثانيًا له، ولكنه رفض، ورحل إلى الشرق براتب من الحكومة الفرنسية.[بحاجة لمصدر] توقف في إسطنبول حيث السلطان عبد المجيد، والتقى فيها بسفراء الدول الأجنبية، ثم استقر به المقام في دمشق منذ عام 1856 م وفيها أخذ مكانة بين الوجهاء والعلماء، وقام بالتدريس في المسجد الأموي كما قام بالتدريس قبل ذلك في المدرسة الأشرفية، وفي المدرسة الحقيقية.
وفي عام 1276 هـ/1860م تتحرك شرارة الفتنة بين الدروز والمسيحيين في منطقة الشام، ويكون للأمير دور فعال في حماية أكثر من 15 ألف من المسيحيين، إذ استضافهم في منازله.

## مؤلفات الأمير عبد القادر
لم يكن الأمير عبد القادر قائدا عسكريا وحسب،
- له مؤلفات وأقوال كبيرة في الشعر تبرز إبداعه ورقة إحساسه مع زوجه في دمشق ومكانته الأدبية والروحية.
- له أيضا كتاب «المواقف»
- كتاب السيرة الذاتية لعبد القادر بن محي الدين كتبه في الأسر في 1849
- «ذكرى العاقل وتنبيه الغافل» في بورصة (تركيا) أثناء إقامته بها عبارة عن «رسالة إلى الفرنسيين»، وهو كتاب موجه لأعضاء المجمع الآسيوي بطلب من الجمعية، وذلك بعد أن منحه هذا المجمع العلمي الفرنسي قبل ذلك بقليل العضوية فيه. وكان تاريخ تأليف الرسالة في 14 رمضان 1271 / 1855 م، ثم ترجمها الفرنسي «قوستاف دوقا» إلى الفرنسية في عام 1858 م وهو القنصل الفرنسي بدمشق آنذاك. يحتوي الكتاب على ثلاثة أبواب (في فضل العلم والعلماء) وبه تعريف العقل وتكملة وتنبيه وخاتمة، و (في إثبات العلم الشرعي) يتحدث فيه عن إثبات النبوة واحتياج كافة العقلاء إلى علوم الأنبياء. وفصل ثالث (في فضل الكتابة).[14]
- المقراض الحاد لقطع لسان منتقض دين الإسلام بالباطل والإلحاد وهو كتاب رائع للامير عبد القادر الجزائري يبرز الأمير فلسفته في الحياة ونظرته في شتى المجلات والميادين.[15]

## قيل عنه
- كتبت نيويورك تايمز عنه في 1883 «يستحق أن يُصنف من بين أفضل الرجال العظماء القلائل في هذا القرن»[16][17]
- قال رئيس وزراء بريطانيا الأسبق ويليام كلادستون) عنه: حاولت بكل ما أملك أن أقنع الأمير السيد عبد القادر الجزائري بمنصب إمبراطور العرب لكي نوظفه ونستغله ضد العثمانيين، وبالرغم من العداء الشديد الذي كان بينه وبين الأتراك فإنني لم أفلح بالرغم من كل الإغراءات والوعود والمزايا التي وضعتها فوق الطاولة للأمير بما فيها استقلال الجزائر وخروج المحتل الفرنسي من الجزائر، لكنه كان يرفض ذلك جملة وتفصيلا ومن دون نقاش.... حتى دخلني اليأس أن العرب لا يمكن توظيفهم واستغلالهم واستعمالهم، ولكن آخر كلمة أثرت في مسامعي وبقيت تدوي في عقلي وأخبرني أن أنقلها إلى الفرنسيين، أن الجزائر ستتحرر وتنال استقلالها من دون معروف وبركة طرف أجنبي ولن تجد جزائريا بعدي ولا قبلي سيقبل أن يكون خادما عندكم أو وكيلا لمخططاتكم وسيكون استقلال الجزائر العائق الذي لا تطيقونه لعقود من الزمن ومن أرضنا ستتعثر مشاريعكم. فلست بحاجة لأن أكون ملكا أو إمبراطورا أو سلطانا، فما يهمني بالدرجة الأولى هو أن أواجه المحتل الفرنسي وتغلغلكم في البلاد الإسلامية وفي نفس الوقت الخلافة الفاسدة التي تستعمل الدين لتحقيق أطماعهم الشخصية الفاسدة.[18]

## ترميم آثار الأمير بدمشق
أدرج ضمن خطة احتفالية «دمشق عاصمة للثقافة العربية»، ترميم وتأهيل وبالاتفاق بين المفوضية الأوروبية والإدارة المحلية والبيئة السورية، تأهيل بيت الأمير عبد القادر الجزائري الواقع في ضاحية دمر، غرب دمشق، والقصر هو مصيف كان للأمير في «الربوة»، على ضفاف بردى، يعود بناؤه إلى نحو 140 سنة، سكنه الأمير عبد القادر مع عائلته عام 1871، ثم سكنه أبناء الأمير وأحفاده، وكان آخرهم الأمير سعيد الجزائري، رئيس مجلس الوزراء في عهد حكومة الملك فيصل، بعد الحرب العالمية الأولى. وصار القصر مهملاً مهجوراً، شبه متهدم، منذ عام 1948. والقصر اليوم مملوك لصالح محافظة دمشق لأغراض ثقافية وسياحية. تبلغ مساحة القصر المؤلف من طابقين 1832 مترًا مربعًا. لم يكن المنزل الوحيد للأمير، ولم يكن محل إقامته الدائم. فمن المعروف أن منزله هو الذي منحته إياه السلطات العثمانية في حي العمارة بدمشق القديمة، والمعروف بـ «حارة النقيب» وهو الحي الذي ضم آل الجزائري حتى اليوم.

## وفاته
توفي الأمير عبد القادر الجزائري بدمشق، في منتصف ليلة 19 رجب 1300هـ الموافق 23 مايو 1883م عن عمر يناهز 76 عامًا، وقد دُفن بجوار الشيخ ابن عربي بالصالحية بدمشق لوصية تركها. وبعد استقلال الجزائر نُقل جثمانه إلى الجزائر عام 1965، ودُفن في مقبرة العالية في مربع الشهداء الذي لا يُدفن فيه إلا الشخصيات الوطنية الكبيرة كالرؤساء.

## معرض صور

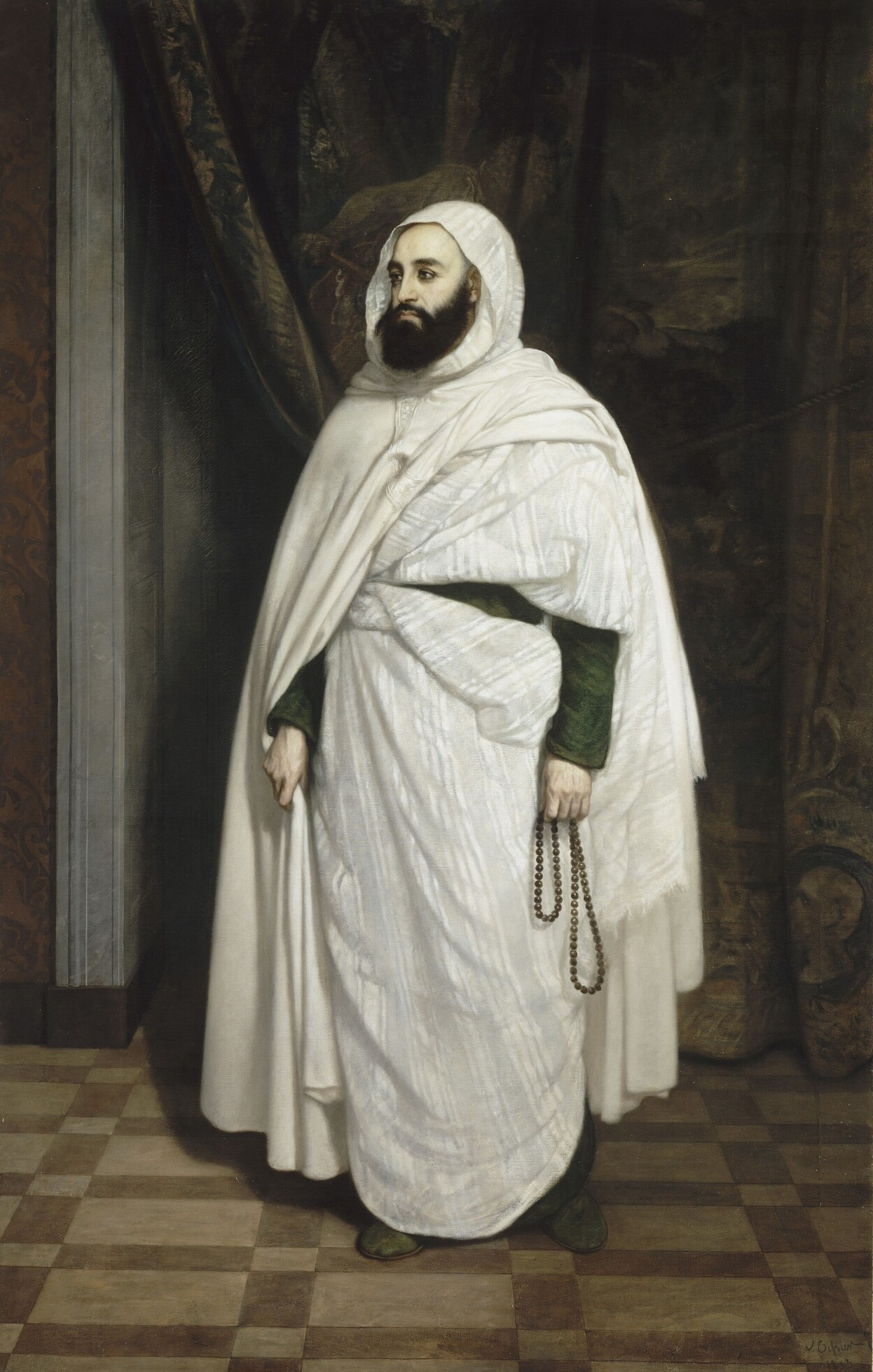
الأمير عبد القادر
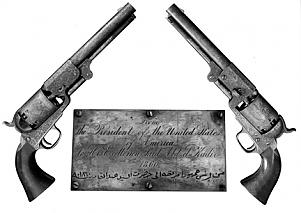
المسدسات التي أهداها أبراهام لينكلن للأمير
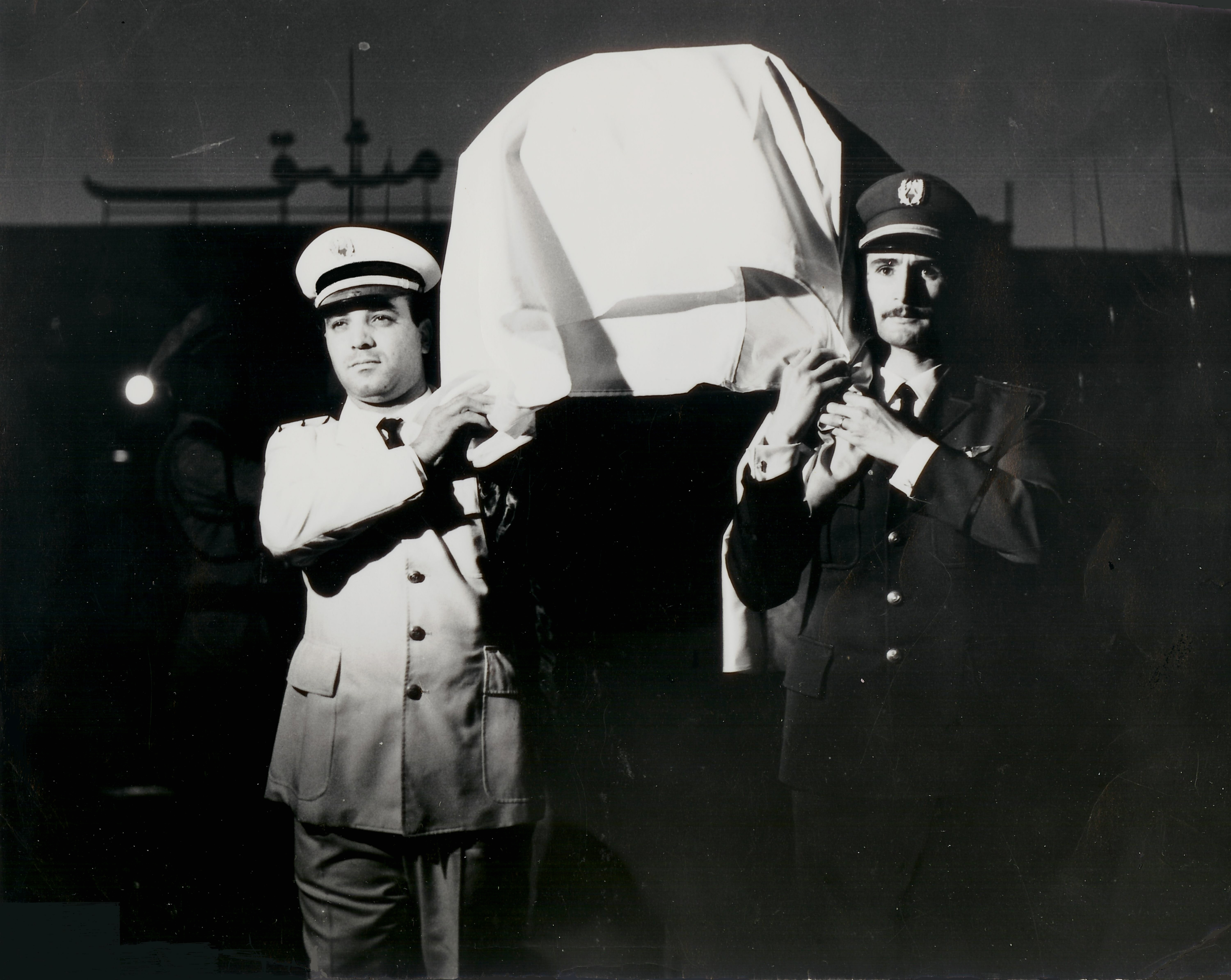
رفات الأمير عبد القادر قادمة من سوريا للجزائر 1965
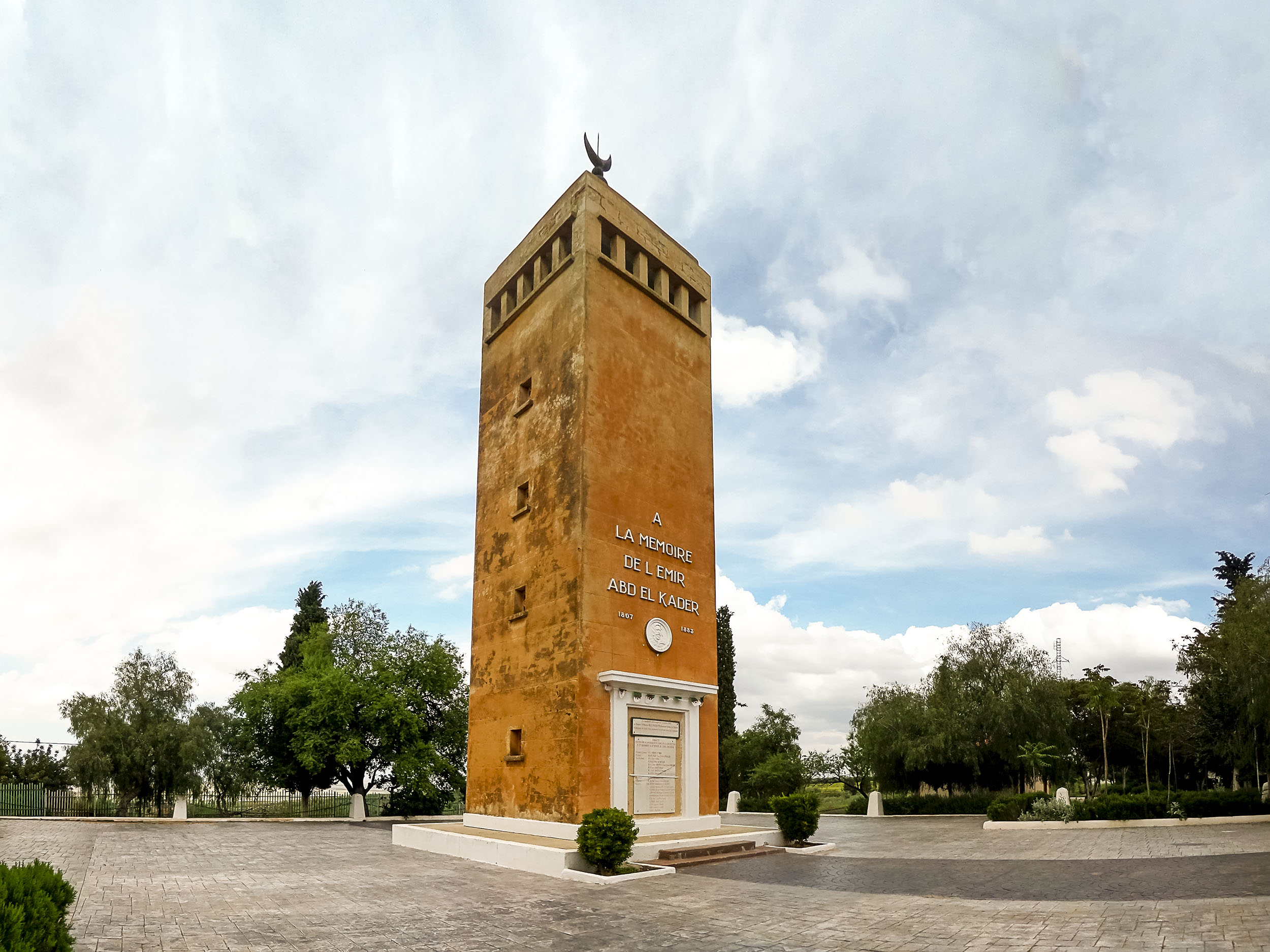
نصب تذكاري شيده الاستعمار في المكان المسمى زمالة الأمير بمعسكر في 15 أكتوبر 1949
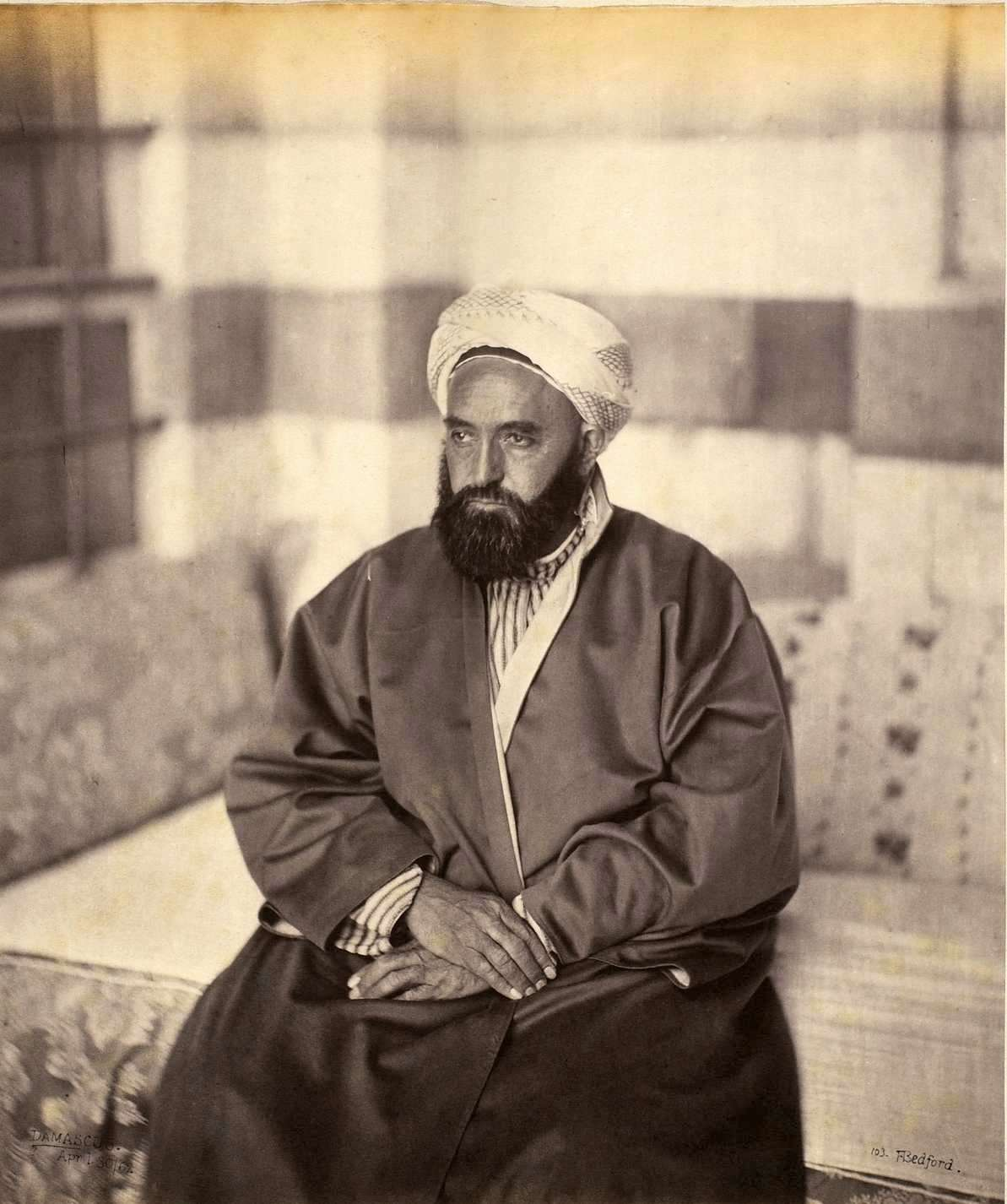
صورة بالأبيض والأسود للأمير عبد القادر دمشق 1862
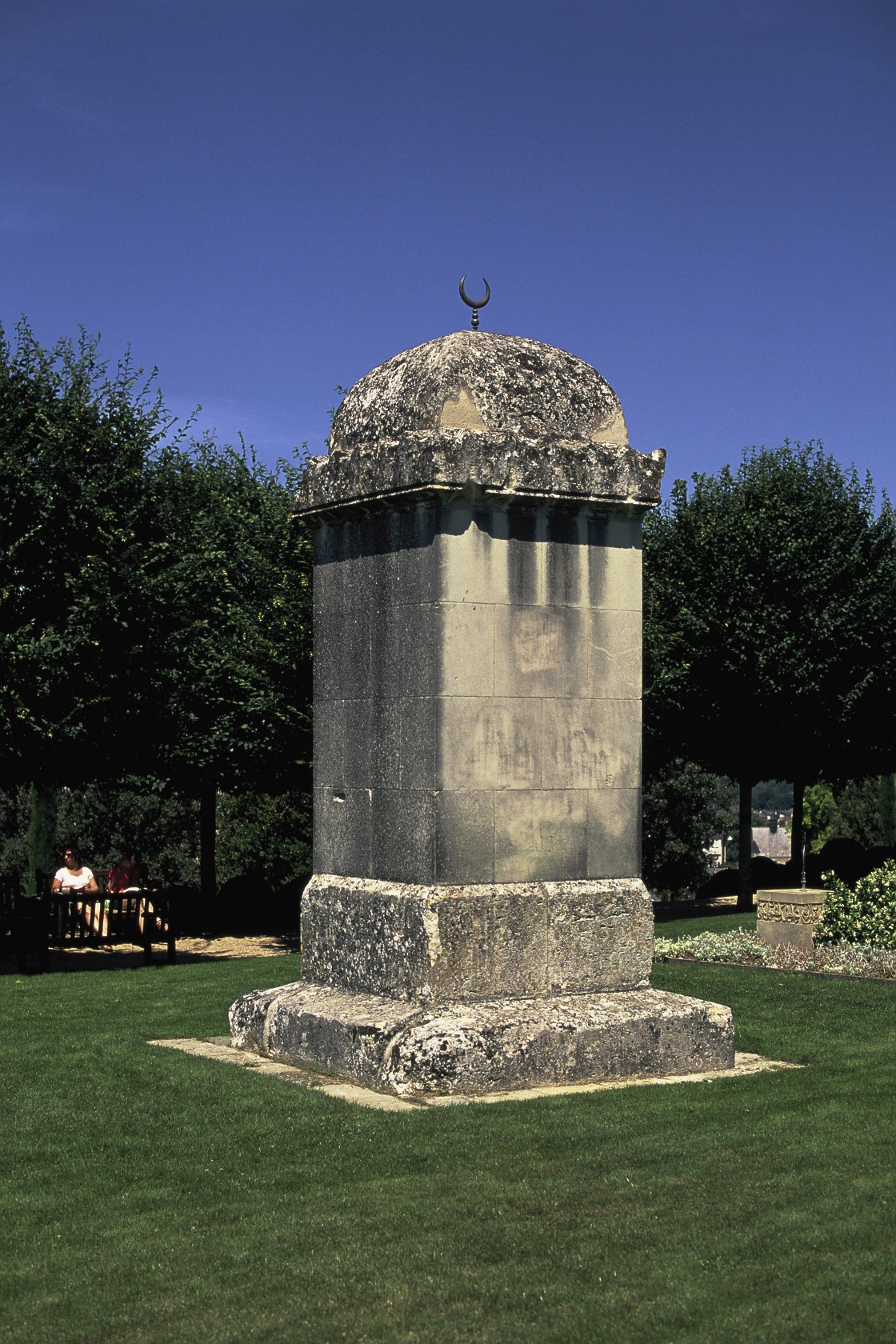
قبر عائلي لـ 25 فردًا من عائلة الأمير عبد القادر بحدائق قصر أومبواز الفرنسي إبان سجنه هناك (من بينهم إحدى زوجات الأمير، أخوه واثنان من أبنائه).

## المزيد من القراءة
- ديوان الأمير عبد القادر الجزائري، زكريا عبد الرحمن صيام.
- السيرة الذاتية للأمير عبد القادر بن محي الدين بالفرنسي
- رابط بحث نحو المكتبة المفتوحة بالفرنسي كتب حول الأمير عبد القادر
- رابط نحو كتب مفتوحة بالعربي :كتب حول الأمير عبد القادر
- تجليات مفهوم المرأة في فكر عبد القادر الجزائري[23]
- الحدث التاريخي في اللحظة الصوفية من خلال تجربة الأمير عبد القادر[24]
- فعاليات الملتقى الدولي حول الأمير عبد القادر تحت عنوان: «إرث الأمير عبد القادر بين الخصوصية والعالمية: مقاربات تحليلية.» (جامعة وهران يومي 29 و30 نوفمبر 2008)[25]
- شخصية الأمير عبد القادر من منظور الآخر. ترجمة كتاب عبد القادر لقوستاف دوقا أنموذجا[26]
- الأمير عبد القادر محطّات متميزة في رؤية الآخر[1]
- الأمير عبد القادر الجزائري قارئاً لفصوص الحكم لابن عربي[27]
- الرد على من أنكر نسبة المواقف للأمير عبد القادر[28]